# I delitti del rosario
I delitti del rosario è un film thriller, diretto nel 1987 da Fred Walton.

## Trama
La città di Detroit è sconvolta da una serie di delitti che vedono come vittime preti o suore. Dopo averli uccisi, il serial killer lascia nelle loro mani un rosario nero.
Il parroco della chiesa del Santo Redentore, padre Koesler, viene invitato a collaborare alle indagini, ma viene messo a dura prova quando l'assassino decide di rivelarsi a lui in confessione.
Il religioso è costretto così a svolgere personalmente le indagini e scopre l'agghiacciante verità: l'assassino è uno psicopatico tormentato dalla colpa di aver sfidato la legge di Dio, dopo che la figlia si è suicidata per disperazione per aver subito violenza da lui.